# Topsy and Eva
Pour plus de détails, voir Fiche technique et Distribution.
Topsy and Eva est un film américain réalisé par Del Lord, sorti en 1927.

## Fiche technique
- Titre : Topsy and Eva
- Réalisation : Del Lord, Lois Weber (non créditée) et D. W. Griffith (non crédité)
- Scénario : Catherine Chisholm Cushing (en), Lois Weber et Dudley Early d'après La Case de l'oncle Tom de Harriet Beecher Stowe
- Direction artistique : William Cameron Menzies
- Photographie : John W. Boyle
- Pays d'origine : États-Unis
- Format : Noir et blanc - 1,33:1 - Film muet
- Genre : Film dramatique
- Durée : 80 minutes
- Date de sortie : 1927

## Distribution
- Rosetta Duncan : Topsy
- Vivian Duncan : Eva
- Gibson Gowland : Simon Leegree
- Noble Johnson : Oncle Tom
- Marjorie Daw : Marietta
- Myrtle Ferguson : Tante Ophelia
- Nils Asther : George Shelby
- Henry Victor : Augustine St. Claire